# Novozelandska subantarktička otočja
Novozelandska subantarktička otočja je zajednički naziv za pet otočja najjužnijih otoka Novog Zelanda koji su zajedno upisani na UNESCO-ov popis mjesta svjetske baštine u Australiji i Oceaniji 1998. god. Većina njihovih otoka se nalazi na južnoj i istočnoj ivici podvodnog kontinenta koji okružuje Novi Zeland, Zelandije, koji se prije oko 130-85 milijuna godina, zajedno s Australijom, odvojio od Antarktike, a prije 60-85 milijuna godina odvojio i od Australijskog kontinenta. Kako su smješteni na mjestu sudara tektonskih ploča i miješanja antarktičke i suptropskih morskih struja (Istočnoaustralska i Južna ekvatorska struja), otoci imaju veliku razinu produltivnosti, bioraznolikosti, gustoće divljih životinja, te endemičnosti ptica, biljaka i beskralježnjaka. Kao kod njima sličnog i zemljopisno bliskog australskog otoka Macquarie. Najveća je raznolikost pelagijskih morskih ptica i pingvina, dok od 126 ukupnih vrsta ptica čak 40 vrsta se ne gnijezde nigdje drugdje u svijetu.
Ova otočja su nenastanjena, a tek iznimno ih posjećuju turisti i istraživači:
| Slika | Otočje                    | Koordinate                                         | Lokacija                            | Površina kopna | Otoci                                                                                               |
| ----- | ------------------------- | -------------------------------------------------- | ----------------------------------- | -------------- | --------------------------------------------------------------------------------------------------- |
|       | Otočje Antipodes          | 49°40′0.12″S 178°46′0″E / 49.6667000°S 178.76667°E | 860 km jugoistočno od otoka Stewart | 22 km²         | Antipodes, Bollons, Otočje Windward, Orde Lees, Leeward, South Islet i manje hridi.                 |
|       | Auckland                  | 50°42′S 166°06′E / 50.7°S 166.1°E                  | Južni Tihi ocean                    |                | Auckland, Adams, Disappointment, Enderby, Ewing i Rose, te manje hridi.                             |
|       | Otočje Bounty             | 47°45′S 179°03′E / 47.750°S 179.050°E              | Južni Tihi ocean                    | 1,35 km²       | Zapadna i istočna skupina otočića, te manje hridi.                                                  |
|       | Otočje Campbell           | 52°32′24″S 169°8′42″E / 52.54000°S 169.14500°E     | 600 km južno od otoka Stewart       | 113,3 km²      | Campbell i manji otočići oko njega, uključujući najjužniju točku Novog Zelanda, otok Jacquemart     |
|       | Otočje Snares (Tini Heke) | 48°01′S 166°32′E / 48.017°S 166.533°E              | 200 km južno od Južnog otoka        | 3,5 km²        | Northeast Island, High Island, Broughton, Alert Stack, Tahi, Rua, Toru, Wha i Rima, te manje hridi. |

## Vanjske poveznice
- Subantarctic islands, Department of Conservation (engl.)
- Castaways: Wrecked on a subantarctic island  Arhivirana inačica izvorne stranice od 18. srpnja 2009. (Wayback Machine), Te Ara - the Encyclopedia of New Zealand (engl.)